# Éclipse solaire du 10 juin 2002
L'éclipse solaire du 10 juin 2002 est une éclipse solaire annulaire.
C'était la 2e éclipse annulaire du XXIe siècle.

## Parcours

Animation de l'éclipse du 10 juin 2002.

L'éclipse annulaire commença au nord des Célèbes, traversa tout le Pacifique Nord, et finit au large des côtes du Mexique.